# 2008年アイスホッケー世界選手権
2008年アイスホッケー世界選手権（第72回アイスホッケー世界選手権）は2008年5月2日から5月18日までカナダのケベックシティで開催された。ロシア代表が優勝しダニー・ヒートリーが大会最優秀選手に選ばれた。

## 大会方式
16ヶ国が4ヶ国ずつ4つの1次リーグに分かれて争い、上位3位以内に入った12ヶ国が6ヶ国ずつ2つの2次リーグに分かれて争い、上位4ヶ国ずつ計8ヶ国がトーナメントに進出し優勝を争う。また1次リーグで最下位に終わった4ヶ国でリーグを行い、下位2ヶ国がディビジョン I に降格する。リーグ戦で勝利すると勝ち点3、オーバータイムまたはペナルティシュートアウトで決着がついた場合は勝利チームに勝ち点2、敗戦チームに勝ち点1が与えられる。勝ち点方式はディビジョン I 以下についても同様。

## 結果
| 順位 | 国             | 備考                       |
| ---- | -------------- | -------------------------- |
| 優勝 | ロシア         | 旧ソ連時代含め24回目の優勝 |
| 2位  | カナダ         |                            |
| 3位  | フィンランド   |                            |
| 4位  | スウェーデン   |                            |
| 5位  | チェコ         |                            |
| 6位  | アメリカ合衆国 |                            |
| 7位  | スイス         |                            |
| 8位  | ノルウェー     |                            |
| 9位  | ドイツ         |                            |
| 10位 | ドイツ         |                            |
| 11位 | ラトビア       |                            |
| 12位 | デンマーク     |                            |
| 13位 | スロバキア     |                            |
| 14位 | フランス       |                            |
| 15位 | スロベニア     | ディビジョン I に降格      |
| 16位 | イタリア       | ディビジョン I に降格      |

## ディビジョンI
Group A
1. オーストリア — 次回世界選手権に昇格
2. カザフスタン
3. ポーランド
4. イギリス
5. オランダ
6. 韓国 — 次回ディビジョンIIに降格

Group B - グループBは札幌市の月寒体育館で開催された。
1. ハンガリー — 次回世界選手権に昇格
2. ウクライナ
3. 日本
4. リトアニア
5. クロアチア
6. エストニア — 次回ディビジョンIIに降格